# Carla Borges (política)
Fátima Carla Dias Antunes Borges (2 de junho de 1972) é uma deputada e política portuguesa. Foi deputada à Assembleia da República na XIV legislatura pelo Partido Social Democrata, entre 2019 e 2021. Possui uma licenciatura em Engenharia Civil. Suspendeu o mandato de deputada por 180 dias, a partir de outubro de 2021, por ter sido eleita vereadora do PSD na Câmara Municipal de Tondela para o mandato 2021-2025, sendo nomeada vice-presidente da Câmara Municipal. A 15 de janeiro de 2022, assumiu o cargo de presidente da Câmara Municipal de Tondela, após o pedido de suspensão de mandato apresentado pelo até então presidente da Câmara, José António Jesus.